# Mary Shepherd

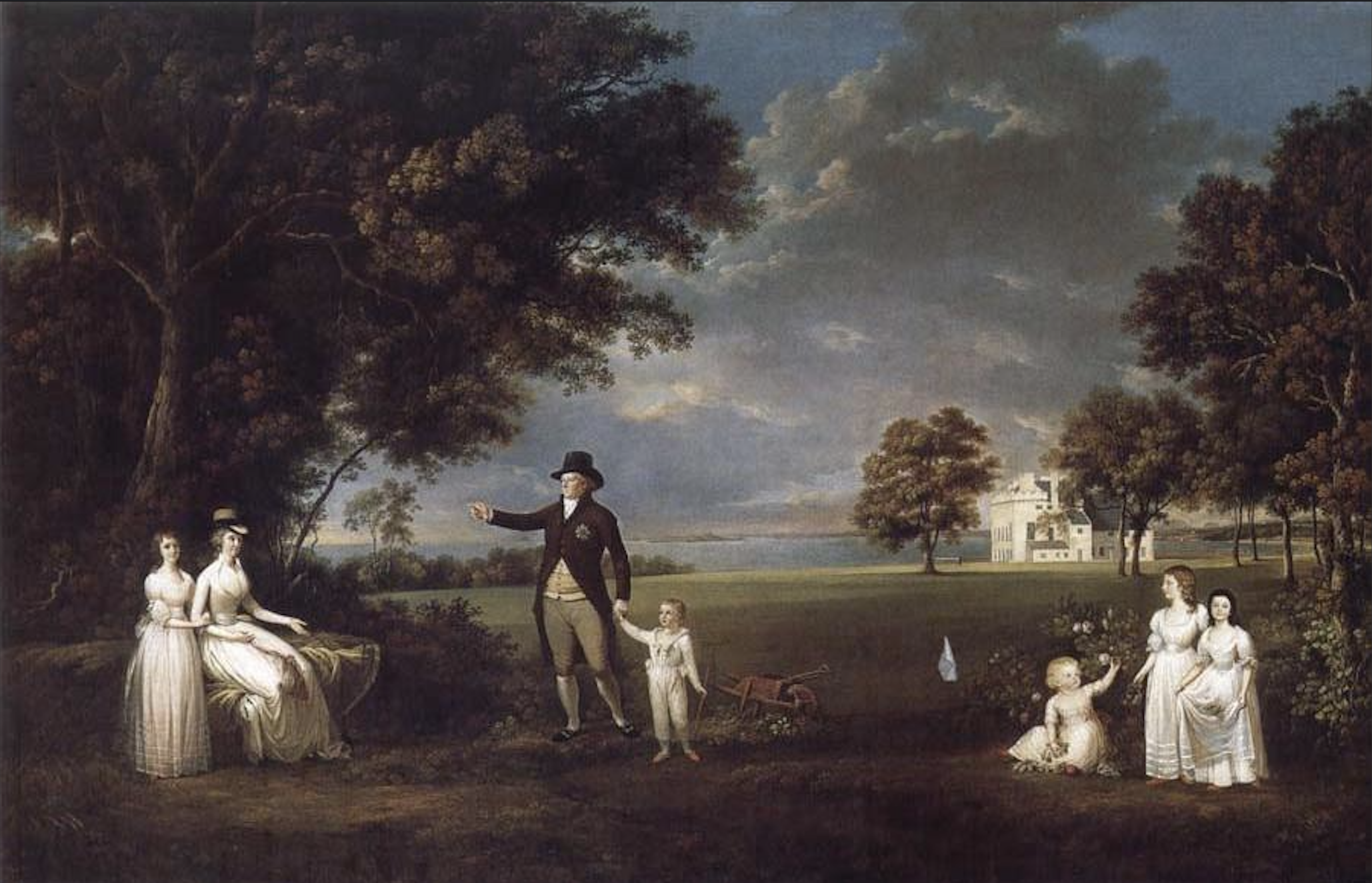
El tercer conde de Rosebery con su familia fuera del castillo de Barnbougle. Pintado por Alexander Nasmyth en 1788. Mary Primrose es la segunda desde la derecha.

Mary Shepherd, de soltera Primrose, (31 de diciembre de 1777 - 7 de enero de 1847) fue una filósofa escocesa que publicó dos libros filosóficos, uno en 1824 y otro en 1827. Según Robert Blakey, en su entrada en su Historia de la filosofía de la mente, Shepherd ejerció una influencia considerable sobre la filosofía de Edimburgo de su época.

## Trayectoria
Fue la segunda de cinco hijas de Neil Primrose de Escocia, tercer conde de Rosebery. Nació en el Firth of Forth, cerca de Edimburgo, en el castillo de Barnbougle, en la finca familiar cerca de Dalmeny, Midlothian. Tenía otros cuatro hermanos, el mayor de los cuales, Archibald, se convirtió en miembro del Parlamento y cuarto conde de Rosebery. Su infancia fue la habitual de una niña de familia aristocrática escocesa rica y exitosa. La familia Primrose dividía su tiempo entre dos casas o fincas diferentes. Una de ellas estaba en la parroquia de Dalmeny, la otra en Londres. Gozaba de una buena situación para poder concentrarse en sus propios pensamientos y analizar realmente el mundo que la rodeaba y dentro de su propia mente. Vivió con su familia en Dalmeny hasta los 30 años, y el dinero nunca fue un problema. Mientras sus hermanos iban a la escuela, ella se formó en casa con un tutor privado llamado Pillans, que le ofreció una educación mucho más completa, que pudo personalizar para Shepherd. Esta diferencia de intensidad ayudó a aumentar aún más su interés por la filosofía. En las memorias de su hija, se afirma lo agradecida que estaba Shepherd por Pillans y la influencia que tuvo en ella durante la primera parte de su infancia.
La ayuda y la educación que recibió la llevaron a interesarse por la Filosofía. Más adelante se confirmó que Pillans había dedicado tiempo a enseñarle historia, matemáticas, geografía e incluso latín. Nunca se vio obligada a estudiar ningún tema que no le gustara, lo que le permitió desarrollar una pasión.
Esto es de una carta escrita por la propia Shepherd a Charles Babbage que arroja más luz sobre el tema: “Puedo decir que desde muy temprana edad he examinado mi pensamiento, en cuanto a su manera de razonar en los números; y de vez en cuando he aplicado esos razonamientos a otras cuestiones, ya sea para divertirse o mejorar; — de hecho, principalmente para castigar el método de razonamiento vago, ilusorio e ilógico admitido en cada parte del discurso, ya sea alegre o serio, y en cada departamento de la literatura, por importante que sea su objeto”.
Los hijos de la familia Primrose no solo tenían acceso a grandes sumas de dinero y otros lujos obvios de la aristocracia, sino que, lo que es más importante, tenían acceso a una biblioteca personal bastante significativa. Esta biblioteca era muy hermosa, siendo un lugar fabuloso para leer cualquiera de sus más de mil volúmenes. Esta biblioteca no solo era inigualable, sino que existió en un tiempo y lugar que tenía un clima propicio para el aprendizaje y el crecimiento mental. Aparentemente Shepherd aprovechó al máximo esta biblioteca, según manifiesta su hija con esta cita. “…una vez sacó de un bolsillo un volumen de Milton, y del otro bolsillo una traducción del Papa de la Odisea. Al cabo de un rato, la agarró por la barbilla y, mientras le volvía la cabeza, le dijo con una especie de voz conmovedora: "Niña, no tienes por qué preocuparte por los libros mientras viajamos - ¿acaso tu madre te da órdenes tan estrictas?". (Brandreth 1886, pág. 33). Esta cita demuestra cuánta pasión y fuerza debe haber sentido Mary Shepard por aprender, y gran indicador de las cosas académicas que vendrían en su vida.
Vivió con su familia la mayor parte de su vida hasta que se casó con un abogado inglés, Henry John Shepherd (1783–1855), en 1808 a la edad de 30 años. Se mudó con su esposo a Londres y residieron allí por el resto de sus vidas. Era mayor de lo esperado para que una mujer se casara, pero no se conformó con un hombre mayor que ella, ya que su marido solo tenía 25 años en el momento del matrimonio. Él no tenía la misma pasión ardiente por la filosofía que tenía Shepherd, sino que estaba más interesado en el teatro. Sus diferentes intereses no se interpusieron en el camino de su matrimonio, ya que ella disfrutó de más libertad que otras mujeres en esa época. Algunas personas consideraban que su matrimonio era extraño dado que ella ponía su carrera primero. Su marido no tuvo ningún problema con eso.
Los Shepherd tuvieron tres hijos, dos hijas y un hijo. Su primera hija, Mary Elizabeth Shepherd, nació el mismo año en que Mary y Henry se casaron, 1808. Luego vino su hijo Henry Primrose Shepherd en 1814 y finalmente su segunda hija, Maria Charlotte Shepherd en 1815. De todos sus hijos, Mary Elizabeth fue quien escribió las memorias de su madre.
Los Bandinel Family Papers plantean la posibilidad de una aventura entre Mary Shepherd y James Bandinel, según una sección escrita por la sobrina de Bandinel, Julia Le Mesurier, a su tía. Julia divulgó la siguiente información en su carta, “cuando a las [? Yundimoor], el tío James (James Bandinel) les dijo a mis hermanas que Lady Mary Shepherd quería irse con él, pero él dijo: 'No, Mary, estamos muy bien como estamos. ¿Por qué no podemos seguir así? Estaba tan enfadada con su negativa que se peleó con él y no quería verlo” (Project Vox Team, 2021).
Aunque los libros filosóficos de Shepherd solo aparecieron en la década de 1820, las memorias de su hija indican que su escritura, de hecho, es anterior a su matrimonio. En el primero, un ensayo sobre la relación entre causa y efecto, criticaba las opiniones de David Hume, Thomas Brown y el fisiólogo William Lawrence. En su segundo libro de ensayos, sobre la percepción de un universo externo, argumentaba contra el idealismo de George Berkeley y la confianza epistemológica de Thomas Reid en el instinto natural.
La correspondencia de Shepherd muestra un interés continuo por las cuestiones filosóficas. En Parriana (1828) se publicó una controversia filosófica privada con el filósofo aficionado John Fearn sobre la relación entre percepción y extensión física. John Fearn llamó a Shepherd "dama filosófica". Después de enterarse de su publicación, Shepherd escribió en defensa de su posición en Fraser's.
Charlotte Nooth dedicó su novela de 1816, Eglantine, a Shepherd.
Mary Shepherd falleció a la edad de 69 años en 1847 en Hyde Park en Londres, no sin antes dejar un legado imperecedero en el mundo de la filosofía. Charles Lyell y William Whewell reconocieron y describieron a Shepherd como una "lógica incontestable, en cuyo argumento era imposible encontrar lagunas o fallas", según su hija, Mary Elizabeth. Whewell tenía en alta estima a Shepherd como para enseñar a sus alumnos en Cambridge con uno de sus trabajos como libro de texto. Shepherd mantuvo conexiones en todo el mundo académico y filosófico con otras personas influyentes en ese momento, como Elizabeth Barrett Browning, Mary Somerville, Sydney Smith y Thomas Malthus.
Era conocida por sus investigaciones, escritos y su influencia en otros dentro de sus grupos sociales. Se sabía que Shepherd tenía un grupo pequeño y muy unido de intelectuales con los que compartía ideas constantes. Influyó en sus amigos como Charles Babbage con las matemáticas, David Ricardo con la economía e incluso Samuel Taylor Coleridge con su poesía. Desempeñó un papel muy influyente en tantas personas fuera del mundo filosófico, así como dentro de él.

Se transcribe a continuación un poema inédito escrito por Samuel Taylor Coleridge sobre los comentarios de Mary Shepherd,
“Lady Mary Shepheard,
As restless as a Leopard
Tho‘ not so lithe and starry,
Did wait on S. T. Coleridge
To learn the extreme polar ridge
Of Metaphysic Scholarship.
With Sall Atticum corn’d
With Paper-spice-pepper’d
With Book-garnish adorn’d
Enter Lady Mary Shepheard
Imbued with a taste for
Prose, poesy, paste
Metaphysics to lull her
Polemics
But what’s that to you?
She is a desperate Scholar
Like the heavens, deep blue!” (Project Vox Team, 2021).
Mary Shepherd describe cómo su inclinación y pasión por el pensamiento filosófico se derivan de su educación académica e intelectual en una carta que le escribió a Charles Babbage diciendo: “Desde una edad muy temprana, he examinado mi pensamiento, en cuanto a su manera de razonar en números; y de vez en cuando han aplicado dichos avisos a otros motivos, ya sea para divertirse o mejorar; – de hecho, principalmente para castigar el método de razonamiento vago, ilusorio e ilógico admitido en cada parte del discurso, ya sea alegre o serio, y en cada departamento de la literatura, por importante que sea su objeto ”, (Project Vox Team, 2021).
“…la mente se esfuerza, si es posible, por encontrar las esencias mismas de las cosas a partir de la mera comparación de las relaciones de sus ideas: porque, aunque somos lo suficientemente filósofos para saber que es imposible hacerlo, siempre nos esforzamos por atrapar y, sin embargo, siempre acabamos decepcionadas por no encontrar, esas esencias.” —Lady Mary Shepherd, en Fraser's Magazine for Town and Country (1832, 708).

## Obra
- An Essay upon the Relation of Cause and Effect, controverting the Doctrine of Mr. Hume, concerning the Nature of the Relation; with Observations upon the Opinions of Dr. Brown and Mr. Lawrence, connected with the same subject, 1824
- Essays on the Perception of an External Universe and other Subjects Connected with the Doctrine of Causation, 1827
- 'Observations of Lady Mary Shepherd on the "First Lines of the Human Mind"', in Parriana: or Notices of the Rev. Samuel Parr, L.L.
- 'Lady Mary Shepherd's Metaphysics', Fraser's Magazine, Vol. 5, No. 30 (July 1832), pp. 697–708.
- (Mistakenly attrib.)Enquiry respecting the Relation of Cause and Effect: in which the Theories of Professors Brown, and Mr. Hume, are Examined; with a Statement of Such Observations as are Calculated to Shew the Inconsistency of these Theories; and from which a New Theory is Deduced, More Consonant to Facts and Experience. Also a New Theory of the Earth, Deduced from Geological Observations (Edinburgh: James Ballantyne, 1819)